# Стрільба з лука на літніх Олімпійських іграх 2020 — командна першість (змішана)
Змагання зі стрільби з лука в змішаній командній першості — одна з 5 дисциплін зі стрільби з лука на літніх Олімпійських іграх 2020. Місце проведення — парк Юменосіма. Посівний раунд відбувся 23 липня, а плей-оф — 24-го.

## Передісторія
Це буде 1-ша поява цієї дисципліни на Олімпійських іграх. Це перша зміна в олімпійській програмі зі стрільби з лука відтоді, як 1988 додали командні першості серед чоловіків та жінок.

## Кваліфікація
У змішаній командній першості не розігрували жодних квот до початку Олімпіади, а кваліфікація відбувається під час посівного раунду Ігор 2020. Кожен НОК, від якого кваліфікувались принаймні по одному чоловікові та жінці, претендує на потрапляння в першість змішаних команд. Бали найкращого учасника і учасниці від певних НОК сумуються і 16 найкращих потрапляють у змішану командну першість.

## Формат змагань
Як і в інших чотирьох дисциплінах, змішану командну першість проводять у класичному різновиді лука, за правилами Світової федерації стрільби з лука, з відстані 70 метрів від мішені. Змагання розпочинаються з посівних раундів, у якому кожен учасник і учасниця вистрілюють по 72 стріли (це ті самі раунди, що й в індивідуальних першостях серед чоловіків та жінок). На основі сумарних результатів цих раундів команди розміщуються в сітці турніру на вибування. Кожен матч плей-оф складається з чотирьох сетів, у яких команди вистрілюють по 4 стріли (по дві на лучника і лучницю). Команда з кращим результатом у кожному сеті одержує по два очки. Якщо очок у сеті порівну, то кожна команда отримує по одному очку. Перша команда, що здобуває 5 очок, — виграє матч. Якщо рахунок рівний 4-4 після 4 сетів, то відбувається тай-брейк, у якому кожен учасник і учасниця команди вистрілюють по одній стрілі. Якщо рахунок і на тай-брейку рівний, то перемагає та команда, одна зі стріл якої ближче до центру.

## Рекорди
Перед цими змаганнями чинні світовий і олімпійський рекорди були такими:
- Посівний раунд із 144 стріл

| Світовий рекорд     | Південна Корея Чан Хьо Джін, Lee Woo-seok | 1338 |  |  |
| Олімпійський рекорд | Нова дисципліна                           | '    |  |  |

## Розклад
Вказано японський стандартний час (UTC+9)
Розклад змагань у змішаній командній першості охоплює два окремі дні.
| Дата                         | Час        | Раунд                                                                           |
| ---------------------------- | ---------- | ------------------------------------------------------------------------------- |
| П’ятниця, 23 липня 2021 року | 9:00 13:00 | Посівний раунд серед жінок Посівний раунд серед чоловіків                       |
| Субота, 24 липня 2021 року   | 9:30 14:15 | 1/8 фіналу Чвертьфінали Півфінали Матч за бронзову медаль Матч за золоту медаль |

## Результати

### Посівний раунд
| Місце | Країна                           | Лучники                                       | Результат | 10s | Xs |
| ----- | -------------------------------- | --------------------------------------------- | --------- | --- | -- |
| 1     | Південна Корея (KOR)             | Кім Джі Док Ан Сан                            | 1368 (OR) | 79  | 31 |
| 2     | США (USA)                        | Брейді Еллісон Маккензі Бравн                 | 1350      | 69  | 24 |
| 3     | Японія (JPN)                     | Хірокі Муто Адзуса Ямаґуті                    | 1343      | 67  | 19 |
| 4     | Мексика (MEX)                    | Луїс Альварес Алехандра Валенсія              | 1336      | 60  | 23 |
| 5     | Китай (CHN)                      | Вей Шаосюань Ян Сяолей                        | 1328      | 57  | 11 |
| 6     | Нідерланди (NED)                 | Стеве Вейлер Ґабріела Схлуссер                | 1327      | 60  | 15 |
| 7     | Туреччина (TUR)                  | Мете Газоз Ясемін Анаґьоз                     | 1321      | 57  | 18 |
| 8     | Китайський Тайбей (TPE)          | Тан Чічунь Lin Chia-en                        | 1319      | 59  | 13 |
| 9     | Індія (IND)                      | Правін Джадгав Діпіка Кумарі                  | 1319      | 52  | 18 |
| 10    | Олімпійський комітет Росії (ROC) | Галсан Базаржапов Перова Ксенія Віталіївна    | 1317      | 53  | 16 |
| 11    | Італія (ITA)                     | Мауро Несполі К'яра Ребальяті                 | 1316      | 52  | 15 |
| 12    | Велика Британія (GBR)            | Патрік Гьюстон Сара Беттлз                    | 1311      | 55  | 20 |
| 13    | Німеччина (GER)                  | Флоріан Каллунд Міхелле Кроппен               | 1309      | 49  | 12 |
| 14    | Франція (FRA)                    | П'єр Плійон Ліза Барбелен                     | 1307      | 55  | 16 |
| 15    | Індонезія (INA)                  | Ріау Ега Агата Діананда Чойруніса             | 1297      | 52  | 15 |
| 16    | Бангладеш (BAN)                  | Руман Шана Дія Сіддік                         | 1297      | 47  | 16 |
|       |                                  |                                               |           |     |    |
| 17    | Канада (CAN)                     | Кріспін Дуенас Стефані Барретт                | 1295      | 38  | 10 |
| 18    | Україна (UKR)                    | Гунбін Олексій Ігорович Вероніка Марченко     | 1291      | 57  | 18 |
| 19    | Малайзія (MAS)                   | Хайруль Ануар Могамад С'якіера Машаїх         | 1291      | 46  | 15 |
| 20    | Бразилія (BRA)                   | Маркус Д'Алмейда Ане Марсель дос Сантос       | 1287      | 39  | 14 |
| 21    | Іспанія (ESP)                    | Даніель Кастро Інес де Веласко                | 1278      | 39  | 11 |
| 22    | Молдова (MDA)                    | Дан Олару Александра Мірча                    | 1275      | 40  | 11 |
| 23    | В'єтнам (VIE)                    | Nguyễn Hoàng Phi Vũ Đỗ Thị Ánh Nguyệt         | 1275      | 38  | 8  |
| 24    | Польща (POL)                     | Славомір Наплошек Sylwia Zyzańska             | 1267      | 43  | 16 |
| 25    | Австралія (AUS)                  | Тейлор Ворт Еліс Інглі                        | 1267      | 36  | 11 |
| 26    | Колумбія (COL)                   | Даніель Пінеда Валентіна Акоста Хіральдо      | 1266      | 38  | 11 |
| 27    | Монголія (MGL)                   | Отгонбол Баатархуяг Бішіндеегійн Урантунгалаг | 1260      | 36  | 8  |
| 28    | Туніс (TUN)                      | Мохамед Хаммед Ріхаб Ельвалід                 | 1240      | 28  | 8  |
| 29    | Єгипет (EGY)                     | Юссуф Тольба Амаль Адам                       | 1215      | 35  | 13 |

### Турнірна сітка
|  | 1/8 фіналу | 1/8 фіналу                                             | 1/8 фіналу | 1/8 фіналу | 1/8 фіналу | 1/8 фіналу | 1/8 фіналу | 1/8 фіналу |  |  | Чвертьфінали | Чвертьфінали                                   | Чвертьфінали | Чвертьфінали                                 | Чвертьфінали | Чвертьфінали | Чвертьфінали | Чвертьфінали |    |  | Півфінали | Півфінали                                  | Півфінали | Півфінали                                  | Півфінали | Півфінали | Півфінали | Півфінали |    |  | Матч за золоту медаль   | Матч за золоту медаль                        | Матч за золоту медаль   | Матч за золоту медаль   | Матч за золоту медаль   | Матч за золоту медаль   | Матч за золоту медаль   | Матч за золоту медаль   |  |
|  |            |                                                        |            |            |            |            |            |            |  |  |              |                                                |              |                                              |              |              |              |              |    |  |           |                                            |           |                                            |           |           |           |           |    |  |                         |                                              |                         |                         |                         |                         |                         |                         |  |
|  | 1          | Кім Джі Док (KOR) Ан Сан (KOR)                         | 6          | 38         | 35         | 39         |            |            |  |  |              |                                                |              |                                              |              |              |              |              |    |  |           |                                            |           |                                            |           |           |           |           |    |  |                         |                                              |                         |                         |                         |                         |                         |                         |  |
|  | 16         | Руман Шана (BAN) Дія Сіддік (BAN)                      | 0          | 30         | 33         | 38         |            |            |  |  | 1            | Кім Джі Док (KOR) Ан Сан (KOR)                 | 6            | 35                                           | 38           | 35           | 36           |              |    |  |           |                                            |           |                                            |           |           |           |           |    |  |                         |                                              |                         |                         |                         |                         |                         |                         |  |
|  | 9          | Правін Джадгав (IND) Діпіка Кумарі (IND)               | 5          | 35         | 38         | 40         | 37         |            |  |  | 9            | Правін Джадгав (IND) Діпіка Кумарі (IND)       | 2            | 32                                           | 37           | 38           | 33           |              |    |  |           |                                            |           |                                            |           |           |           |           |    |  |                         |                                              |                         |                         |                         |                         |                         |                         |  |
|  | 8          | Тан Чічунь (TPE) Lin Chia-en (TPE)                     | 3          | 36         | 38         | 35         | 36         |            |  |  |              |                                                |              |                                              |              |              |              |              |    |  | 1         | Кім Джі Док (KOR) Ан Сан (KOR)             | 5         | 37                                         | 39        | 38        |           |           |    |  |                         |                                              |                         |                         |                         |                         |                         |                         |  |
|  | 5          | Ван Дапен (CHN) У Цзясінь (CHN)                        | 3          | 35         | 34         | 38         | 37         |            |  |  |              |                                                | 4            | Луїс Альварес (MEX) Алехандра Валенсія (MEX) | 1            | 37           | 37           | 36           |    |  |           |                                            |           |                                            |           |           |           |           |    |  |                         |                                              |                         |                         |                         |                         |                         |                         |  |
|  | 12         | Патрік Гьюстон (GBR) Сара Беттлз (GBR)                 | 5          | 36         | 36         | 36         | 37         |            |  |  | 12           | Патрік Гьюстон (GBR) Сара Беттлз (GBR)         | 0            | 36                                           | 37           | 34           |              |              |    |  |           |                                            |           |                                            |           |           |           |           |    |  |                         |                                              |                         |                         |                         |                         |                         |                         |  |
|  | 13         | Флоріан Каллунд (GER) Міхелле Кроппен (GER)            | 2          | 35         | 39         | 35         | 34         |            |  |  | 4            | Луїс Альварес (MEX) Алехандра Валенсія (MEX)   | 6            | 38                                           | 39           | 36           |              |              |    |  |           |                                            |           |                                            |           |           |           |           |    |  |                         |                                              |                         |                         |                         |                         |                         |                         |  |
|  | 4          | Луїс Альварес (MEX) Алехандра Валенсія (MEX)           | 6          | 37         | 37         | 36         | 37         |            |  |  |              |                                                |              |                                              |              |              |              |              |    |  | 1         | Кім Джі Док (KOR) Ан Сан (KOR)             | 5         | 35                                         | 37        | 36        | 39        |           |    |  |                         |                                              |                         |                         |                         |                         |                         |                         |  |
|  | 3          | Хірокі Муто (JPN) Адзуса Ямаґуті (JPN)                 | 3          | 37         | 35         | 33         | 33         |            |  |  |              |                                                |              |                                              |              |              |              |              |    |  |           |                                            | 6         | Стеве Вейлер (NED) Ґабріела Схлуссер (NED) | 3         | 38        | 36        | 33        | 39 |  |                         |                                              |                         |                         |                         |                         |                         |                         |  |
|  | 14         | Жан-Шарль Валладон (FRA) Ліза Барбелен (FRA)           | 5          | 36         | 39         | 33         | 37         |            |  |  | 14           | Жан-Шарль Валладон (FRA) Ліза Барбелен (FRA)   | 4            | 37                                           | 35           | 34           | 37           | 17           |    |  |           |                                            |           |                                            |           |           |           |           |    |  |                         |                                              |                         |                         |                         |                         |                         |                         |  |
|  | 11         | Мауро Несполі (ITA) К'яра Ребальяті (ITA)              | 0          | 36         | 34         | 33         |            |            |  |  | 6            | Стеве Вейлер (NED) Ґабріела Схлуссер (NED)     | 5            | 34                                           | 37           | 37           | 35           | 19           |    |  |           |                                            |           |                                            |           |           |           |           |    |  |                         |                                              |                         |                         |                         |                         |                         |                         |  |
|  | 6          | Стеве Вейлер (NED) Ґабріела Схлуссер (NED)             | 6          | 37         | 39         | 35         |            |            |  |  |              |                                                |              |                                              |              |              |              |              |    |  | 6         | Стеве Вейлер (NED) Ґабріела Схлуссер (NED) | 5         | 36                                         | 36        | 36        | 37        |           |    |  | Матч за бронзову медаль | Матч за бронзову медаль                      | Матч за бронзову медаль | Матч за бронзову медаль | Матч за бронзову медаль | Матч за бронзову медаль | Матч за бронзову медаль | Матч за бронзову медаль |  |
|  | 7          | Мете Газоз (TUR) Ясемін Анаґьоз (TUR)                  | 6          | 37         | 38         | 34         | 35         |            |  |  |              |                                                | 7            | Мете Газоз (TUR) Ясемін Анаґьоз (TUR)        | 3            | 35           | 35           | 37           | 37 |  |           |                                            |           |                                            |           |           |           |           |    |  |                         |                                              |                         |                         |                         |                         |                         |                         |  |
|  | 10         | Галсан Базаржапов (ROC) Перова Ксенія Віталіївна (ROC) | 2          | 37         | 37         | 34         | 33         |            |  |  | 7            | Мете Газоз (TUR) Ясемін Анаґьоз (TUR)          | 6            | 34                                           | 38           | 36           | 35           |              |    |  |           |                                            |           |                                            |           |           |           |           |    |  | 4                       | Луїс Альварес (MEX) Алехандра Валенсія (MEX) | 6                       | 36                      | 27                      | 39                      | 34                      |                         |  |
|  | 15         | Riau Ega Agatha (INA) Діананда Чойруніса (INA)         | 5          | 37         | 36         | 33         | 36         | 20         |  |  | 15           | Riau Ega Agatha (INA) Діананда Чойруніса (INA) | 2            | 35                                           | 35           | 35           | 33           |              |    |  | 7         | Мете Газоз (TUR) Ясемін Анаґьоз (TUR)      | 2         | 34                                         | 36        | 36        | 33        |           |    |  |                         |                                              |                         |                         |                         |                         |                         |                         |  |
|  | 2          | Брейді Еллісон (USA) Маккензі Бравн (USA)              | 4          | 34         | 33         | 34         | 37         | 18         |  |  |              |                                                |              |                                              |              |              |              |              |    |  |           |                                            |           |                                            |           |           |           |           |    |  |                         |                                              |                         |                         |                         |                         |                         |                         |  |

Нотатки: China swapped out its highest scoring archers from the ranking round. France swapped out its highest scoring men's archer from the ranking round.
- The figure in italics signifies the set scores.